# Zosterop de les Entrecasteaux
El zosterop de les Entrecasteaux (Zosterops crookshanki) és un ocell de la família dels zosteròpids (Zosteropidae).

## Hàbitat i distribució
Habita els boscos de les illes Goodenough i Fergusson, de l'Arxipèlag d'Entrecasteaux.

## Taxonomia
Considerada una subespècie de Zosterops fuscicapilla, actualment és considerada una espècie de ple dret.